# علاة الشوبلي (يافع)

تعديل مصدري - تعديل

علاة الشوبلي هي إحدى قرى عزلة لبعوس بمديرية يافع التابعة لمحافظة لحج، بلغ تعداد سكانها 167 نسمة حسب تعداد اليمن لعام 2004.